# 霰彈塊

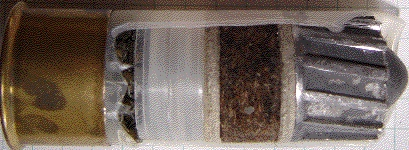
有著一塊Brenneke彈頭的霰彈

霰彈塊（Shotgun slug）或稱一粒彈、一塊彈、独头弹、重头弹，是給霰彈槍發射的鉛製的拋射物（彈頭），本身可能有著預先製好的膛線，通常用來獵殺大型獵物。第一種有效的霰彈塊是由Wilhelm Brenneke在1898年製出，他的設計到今日仍在使用。
大部份的霰彈塊設計用來通過滑膛槍管，這代表它們必須自我穩定才能夠通過縮管。後來霰彈槍的槍管也出現了線膛管，霰彈塊也設計成用來被它們發射，並透過自旋來達到穩定。由於這些線膛的霰彈槍比傳統的滑膛霰彈槍的準度更高，它們通常也安裝了如瞄準鏡之類的光學裝置。很多霰彈塊使用了會脫殼的次口徑拋射物，使它們的外彈道表現大幅提升。